# (5410) Spivakov
(5410) Spivakov est un astéroïde de la ceinture principale.

## Description
(5410) Spivakov est un astéroïde de la ceinture principale. Il fut découvert le 16 février 1967 à Naoutchnyï par Tamara Smirnova. Il présente une orbite caractérisée par un demi-grand axe de 3,00 UA, une excentricité de 0,28 et une inclinaison de 4,0° par rapport à l'écliptique.
L'astéroïde est nommé en l'honneur du violoniste et chef d'orchestre russe Vladimir Spivakov.

## Compléments